# Requisitos de lenguaje Steelman
El documento de requisitos de lenguaje Steelman recoge una serie de requisitos que un lenguaje de programación de alto nivel para propósito general debería cumplir. Dicho documento fue creado por el Departamento de Defensa de Estados Unidos como parte del programa Lenguaje Comun de Alto Orden en 1978. Los predecesores de este documento fueron bautizados "Strawman", "Woodenman", "Tinman" y "Ironman".
Los requisitos están enfocados a sistemas empotrados con énfasis en la fiabilidad, mantenibilidad y eficiencia. Entre otras características, incluían manejo de excepciones, chequeo en tiempo de ejecución y computación paralela.
Se llegó a la conclusión de que ningún lenguaje existente en la época cumplía todos estos requisitos completamente, así que se convocó un concurso para diseñar un nuevo lenguaje que cumpliese todos o el mayor número posible. El diseño ganador se convirtió en el lenguaje de programación Ada que, a pesar de ser el elegido, tampoco logró cumplir el documento Steelman en su totalidad.
La revisión Ada 95 del lenguaje fue más allá de los requisitos especificados en el documento Steelman, abarcando sistemas de propósito general además de los sistemas empotrados e incluyendo características de programación orientada a objetos.